# Parodia aureicentra
Parodia aureicentra ist eine Pflanzenart aus der Gattung Parodia in der Familie der Kakteengewächse (Cactaceae). Das Artepitheton aureicentra leitet sich von den lateinischen Worten aureus für ‚gelb‘ sowie centrum für ‚Mitte‘ ab und verweist auf die Farbe der Mitteldornen.

## Beschreibung
Parodia aureicentra wächst einzeln. Die dunkelgrünen kugelförmigen Triebe sind dicht bedornt und erreichen Durchmesser von bis zu 15 Zentimeter. Es sind 13 bis 15 Rippen vorhanden. Die auf ihnen befindlichen Areolen sind weiß bewollt. Die sechs bis zehn dunkel gelblich braunen Mitteldornen weisen Längen von 1,5 bis 2 Zentimeter auf. Einige von ihnen sind meist etwas bis deutlich gehakt. Die etwa 40 borstenartigen Randdornen sind ebenfalls dunkel gelblich braun und bis zu 1,2 Zentimeter lang.
Die leuchtend tiefroten Blüten erreichen Durchmesser von bis zu 4 Zentimeter. Die Früchte enthalten kleine braune Samen.

## Verbreitung, Systematik und Gefährdung
Parodia aureicentra ist in der argentinischen Provinz Salta verbreitet.
Die Erstbeschreibung durch Curt Backeberg wurde 1936 veröffentlicht. Ein nomenklatorisches Synonym ist Bolivicactus aureicentrus (Backeb.) Doweld (2000). Es gibt zahlreiche weitere Synonyme.
In der Roten Liste gefährdeter Arten der IUCN wird die Art als „Near Threatened (NT)“, d. h. als gering gefährdet geführt.

## Nachweise